# پروتون (نرم افزار)
پروتون یک لایه سازگاری برای بازی‌های مایکروسافت ویندوز است که بر روی سیستم عامل‌های مبتنی بر لینوکس اجرا می‌شوند. پروتون توسط ولو و با همکاری توسعه دهندگان کودویورز توسعه یافته‌است. این نرم‌افزار مجموعه ای از نرم‌افزارها و کتابخانه‌ها است که به منظور بهبود عملکرد و سازگاری بهتر با بازی‌های ویندوز، با نسخه وصله شده واین ترکیب شده‌است. پروتون برای ادغام با کلاینت استیم "Steam Play" طراحی شده‌است. پروتون به‌طور رسمی از طریق کلاینت استیم توزیع می‌شود، اگرچه انشعاب‌های شخص ثالث را می‌توان به صورت دستی نصب کرد.

## بررسی اجمالی
پروتون ابتدا در ۲۱ اوت ۲۰۱۸ منتشر شد. پس از انتشار، ولو لیست سفیدی از ۲۷ بازی را اعلام کرد که آزمایش شده و تأیید شده بودند تا مانند همتایان بومی ویندوز خود بدون نیاز به تنظیمات کاربر نهایی کار کنند. اینها عبارتند از لرزش، دوم (۲۰۱۶) و فاینال فانتزی ۶.
پروتون دارای چندین کتابخانه است که عملکرد سه بعدی را بهبود می‌بخشد. اینها شامل لایه‌های ترجمه دایرکت‌تری‌دی به وولکان، یعنی DXVK برای Direct3D 9، ۱۰ و ۱۱، و VKD3D-Proton برای Direct3D 12 است. یک کتابخانه جداگانه به نام D9VK تا زمانی که در دسامبر ۲۰۱۹ با DXVK ادغام شد، پشتیبانی از Direct3D 9 را مدیریت می‌کرد

## سازگاری
پروتون به عنوان یک انشعاب واین، سازگاری بسیار مشابهی را با برنامه‌های کاربردی ویندوز به عنوان همتای بالادستی خود حفظ می‌کند. علاوه بر لیست سفید رسمی، بسیاری از بازی‌های ویندوز دیگر با پروتون سازگار هستند. کاربر می‌تواند به صورت اختیاری از پروتون برای بازی خاصی استفاده کند، حتی اگر نسخه لینوکس از قبل وجود داشته باشد.

### پروتون دی‌بی
پروتون دی‌بی یک وب‌سایت اجتماعی غیررسمی است که داده‌های جمع‌سپاری شده را در مورد سازگاری بازی‌ها با پروتون را نمایش می‌دهد. ایده این سایت از WineHQ AppDB الهام گرفته شده‌است، که همچنین گزارش‌های سازگاری جمع‌سپاری را در مورد واین جمع‌آوری و نمایش می‌دهد و از یک سیستم رتبه‌بندی مشابه استفاده می‌کند.

## تاریخچه انتشار
ولو هفت نسخه اصلی پروتون را منتشر کرده‌است. طرح نسخه سازی به نسخه واین بالادستی که بر اساس آن ساخته شده‌است، با یک شماره پچ ضمیمه اشاره دارد.
پروتون معمولاً با از نسخه پایگاه واین بالادست خود چند نسخه عقب است. انشعاب‌های غیررسمی، مانند پروتون جی ای (Proton GE) برای پایه‌گذاری مجدد پروتون بر روی نسخه‌های اخیر واین ایجاد شده‌اند که ممکن است سازگاری با بازی‌ها را نسبت به نسخه رسمی بهبود بخشد یا گاهی اوقات به آن آسیب برساند.
در دسامبر ۲۰۲۰، ولو پروتون اکسپریمنتال (به انگلیسی Proton Experimental) را منتشر کرد. این نرم‌افزار یک شاخه بتای دائمی از پروتون می‌باشد که دارای ویژگی‌های جدید و رفع اشکال سریع‌تر از نسخه‌های معمولی است، که در نهایت در یک نسخه اصلی گنجانده می‌شود.
استیم دک از پروتون برای افزایش سازگاری عنوان نرم‌افزار استفاده می‌کند.